# Douiret
Douiret (Arabo: دوريت) è un villaggio troglodita berbero nel governatorato di Tataouine nella Tunisia meridionale. Situato su una collina vicino al moderno villaggio con lo stesso nome costruito negli anni '60, Douiret è formato da piccole abitazioni chiamati ghiren (plurale di ghar, grotte), ognuna porta il nome della famiglia proprietaria. Douiret è una regolare tappa per il tour degli ksar assieme ai villaggi di Chenini, Ksar Ouled Soltane, Ksar Hadada e Ksar Ghilane.
La costruzione del villaggio sulla collina ha molteplici funzioni:
- funzione militare: la cittadella ksar o kalâa (fortezza) protegge il villaggio e funge da rifugio inespugnabile per i nemici.
- funzione economica: i granai collettivi ad uso familiare o di più tribù, permettono la conservazione nei ghorfas di grano, datteri, olio d'oliva e altri prodotti per gli anni di secca. Piccoli spazi vuoti tra i ghorfas permettono di custodire oggetti di valore.
- funzione sociale: è un luogo d'incontro per un gioco chiamato kharbga (una variante della dama) e per i racconti, viene usato anche come posto per le transazioni commerciali.

Le popolazioni che hanno costruito questi tipi di villaggi fortificati (ksour) sono chiamate Jbaliya (gente della montagna).
La moschea all'interno della cittadella fortificata è simile alla ben più nota e poco distante Moschea dei sette dormienti di Chenini.